# Гнушьо
Гнушьо (на шведски: Gnosjö) е град в южна Швеция, лен Йоншьопинг. Главен административен център на едноименната община Гнушьо. Намира се на около 330 km на югозапад от столицата Стокхолм и на около 70 km на югозапад от Йоншьопинг. Има жп гара. Населението на града е 4326 жители според данни от преброяването през 2010 г.